# Jaspis griseus
Jaspis griseus är en svampdjursart som beskrevs av Claude Lévi 1959. Jaspis griseus ingår i släktet Jaspis och familjen Ancorinidae.
Artens utbredningsområde är havet utanför São Tomé och Príncipe. Inga underarter finns listade i Catalogue of Life.